# Парламентские выборы в Сиаме (1946)
Парламентские выборы 1946 года в Сиаме (Таиланд был переименован в Сиам в сентябре 1945, а в августе 1948 — снова в Таиланд) состоялись 6 января, а 5 августа в 47 провинциях страны был проведён второй тур выборов, чтобы избрать дополнительное число парламентариев в соответствии с Конституцией страны. Поскольку в Сиаме официально не существовало политических партий, кандидаты формально выступали как независимые.
Неофициальный расклад сил в избранном парламенте был следующим:
- сторонники Приди Паномионга — 57 мест;
- сторонники Демократической партии — 18 мест;
- независимые −7 мест.

В выборах приняло участие 2 091 788 избирателей (явка составила 32,5 %).